# Pachnephorus robustus
Pachnephorus robustus là một loài bọ cánh cứng trong họ Chrysomelidae. Loài này được Desbrocher miêu tả khoa học năm 1870.